# Marcin Wilk (spadochroniarz)
Marcin Wilk, ps. Wilku (ur. 25 maja 1960 w Gliwicach) – polski skoczek spadochronowy, wielokrotny mistrz Polski, instruktor sportów spadochronowych, mechanik spadochronowy, były członek Aeroklubu Gliwickiego.

## Działalność sportowa
Działalność sportowa Marcina Wilka podano za: Jan Isielenis, Archiwum Sekcji Spadochronowej Aeroklubu Gliwickiego. Brak numerów stron w książce
Był społecznym instruktorem w Sekcji Spadochronowej Aeroklubu Gliwickiego, członek Spadochronowej Kadry Narodowej w akrobacji zespołowej i razem z drużyną narodową uczestniczył 13–21 sierpnia 1997 w I Światowych Igrzyskach Lotniczych w Turcji. Swoją przygodę ze skokami rozpoczął w wieku 16 lat.
Swój pierwszy skok spadochronowy wykonał 13 czerwca 1976 na czaszy kwadratowej typu: PD-47 z samolotu PZL-101 Gawron.
Tytuł skoczka spadochronowego uzyskał 22 maja 1977. Skakał na kilkudziesięciu typach spadochronów. 14 lipca 1976 uzyskał III klasę spadochronową, 20 lipca 1977 II klasę, a 19 maja 1978 I klasę.
Uprawnienia do wykonywania skoków w teren przygodny uzyskał 1 maja 1979, a 22 lipca 1978 do skoków, do wody.
Został członkiem Klubu „Tysięczników” Aeroklubu Gliwickiego, skupiającego skoczków mających na swoim koncie ponad 1000 skoków. Swój 1000 skok wykonał 7 sierpnia 1986 z samolotu An-2, wysokość skoku 2500 m, opóźnienie 35 s ze spadochronem typu: SW-12 na gliwickim lotnisku.
W 1988 zdobył złotą odznakę spadochronową Międzynarodowej Federacji Lotniczej FAI z 3. diamentami.
Od 1992 posiada uprawnienia mechanika spadochronowego (riggerskie) 018 P.
W 1995 za osiągnięcia sportowe Zarząd Główny Kultury, Sportu i Turystyki przyznał Marcinowi Wilkowi tytuł Zasłużonego Mistrza Sportu. Uprawnienia instruktorskie otrzymał w 1996 i od tego czasu wyszkolił około 800. uczniów-skoczków. Wielokrotnie zdobywał tytuł Mistrza Polski w konkurencji RW-4. Wśród sukcesów Marcina Wilka jest Mistrzostwo w skokach Wojska Polskiego, zdobył złoty medal RW-4 na Mistrzostwach Czech. Jako jeden z pierwszych w Polsce instruktorów uzyskał uprawnienia INS(AFF).
Do 2012, instruktor spadochronowy w Aeroklubie Gliwickim, do 2013 Strefie PeTe Skydive w Piotrkowie Trybunalskim, od 2014 Strefie Silesia w Gliwicach.
13 września 2009 wykonał swój 4000 skok ze spadochronem na uroczystościach dożynkowych w Tworógu Małym. Ma na swoim koncie 6000+ skoków spadochronowych.

### Osiągnięcia sportowe
Osiągnięcia sportowe w spadochroniarstwie Marcina Wilka podano za: Jan Isielenis, Archiwum Sekcji Spadochronowej Aeroklubu Gliwickiego. Brak numerów stron w książce
- 1979 – Międzynarodowe Zawody Spadochronowe – Prešov (Czechosłowacja). Klasyfikacja ogólna: I miejsce – Marcin Wilk[16].
- 1980 – 12–16 marca VIII Zimowe Zawody Spadochronowe – Jeżów Sudecki (wielobój zimowy)[a]. Klasyfikacja indywidualna (celność): II miejsce – Marcin Wilk. Klasyfikacja końcowa indywidualnie: IV miejsce – Marcin Wilk (1569 pkt). Klasyfikacja drużynowa: V miejsce – Aeroklub Gliwicki[17].
- 1983 – 12–22 maja VII Międzynarodowe Klubowe Zawody Spadochronowe Gliwice 1983. Klasyfikacja (akrobacja zespołowa): III miejsce – Aeroklub Gliwicki II (Roman Grudziński, Marcin Wilk, Witold Lewandowski). Klasyfikacja (celność drużynowo): III miejsce – Aeroklub Gliwicki II. Klasyfikacja (celność indywidualna): X miejsce – Marcin Wilk. Klasyfikacja ogólna (drużynowo): IV miejsce – Aeroklub Gliwicki II[18].
- 1983 – 22–24 lipca Międzynarodowe Zawody Spadochronowe o „Puchar Rybnickiego Okręgu Węglowego” – Rybnik. Klasyfikacja (celność indywidualnie): XIII miejsce – Marcin Wilk. Klasyfikacja (celność drużynowo): V miejsce – Aeroklub Gliwicki (Roman Grudziński, Marcin Wilk, Jan Isielenis, Witold Lewandowski)[18].
- 1983 – Mistrzostwa Polski Juniorów. Klasyfikacja ogólna: XVIII miejsce – Marcin Wilk[18].
- 1983 – 27–29 sierpnia Międzynarodowe Zawody Spadochronowe – Szlezwik-Holsztyn (RFN). Klasyfikacja indywidualna: X miejsce – Marcin Wilk. Klasyfikacja drużynowa: IV miejsce – Aeroklub Gliwicki (Piotr Knop, Marcin Wilk, Andrzej Młyński, Witold Lewandowski)[19].
- 1984 – 20–26 maja XV Spadochronowe Mistrzostwa Śląska 1984 – Gliwice. Klasyfikacja zespołowa Relatv: III miejsce – Aeroklub Gliwicki I (Andrzej Młyński, Jan Strzałkowski, Marcin Wilk). Klasyfikacja indywidualna (celność): XX miejsce – Marcin Wilk. Klasyfikacja grupowa (celność): VII miejsce – Aeroklub Gliwicki I. Klasyfikacja indywidualna (akrobacja): IV miejsce – Marcin Wilk. Klasyfikacja ogólna drużynowa: III miejsce – Aeroklub Gliwicki I[20].
- 1984 – 27–28 czerwca Zawody Spadochronowe o „Puchar Opola” – Opole. Klasyfikacja indywidualna (celność): VI miejsce – Marcin Wilk. Klasyfikacja drużynowa: I miejsce – Aeroklub Gliwicki (Witold Lewandowski, Jan Strzałkowski, Marcin Wilk)[20].
- 1984 – 7–12 września II Barbórkowe Zawody Spadochronowe – Katowice. Klasyfikacja indywidualna (celność): XII miejsce – Marcin Wilk. Klasyfikacja drużynowa: IV miejsce – Aeroklub Gliwicki (Jan Isielenis, Andrzej Młyński, Marcin Wilk)[21].
- 1985 – 15–22 lipca IX Międzynarodowe Zawody Spadochronowe „O Błękitną Wstęgę Odry” – Wrocław. Klasyfikacja indywidualna (akrobacja): XIII miejsce – Marcin Wilk. Klasyfikacja drużynowa (celność): V miejsce – Aeroklub Gliwicki (Mariusz Bieniek, Bogdan Bryzik, Marcin Wilk)[22].
- 1986 – Międzynarodowe Spadochronowe Mistrzostwa Zielonej Góry – Zielona Góra. Klasyfikacja indywidualna (akrobacja): XVII miejsce – Marcin Wilk. Klasyfikacja indywidualna (celność): XVI miejsce – Marcin Wilk. Klasyfikacja indywidualna (ogólna): XVII miejsce – Marcin Wilk. Klasyfikacja drużynowa: III miejsce – Aeroklub Gliwicki (Jerzy Hercuń, Roman Grudziński, Marcin Wilk)[23].
- 1986 – 21–26 sierpnia Międzynarodowe Zawody Spadochronowe „Relativ” – Szczecin. II miejsce – Aeroklub Gliwicki (Mariusz Bieniek, Jerzy Hercuń, Witold Lewandowski, Marcin Wilk)[24].
- 1987 – 25–28 czerwca Zawody o „Puchar Bałtyku” – Słupsk. W zawodach wzięli udział: Jerzy Hercuń, Marcin Wilk, Mariusz Bieniek[25].
- 1987 – 27–30 sierpnia V Międzynarodowe Zawody Spadochronowe o „Puchar ZSMP” – Rybnik. Klasyfikacja drużynowa (akrobacja zespołowa): II miejsce – Aeroklub Gliwicki: Jerzy Hercuń, Bogdan Bryzik, Marcin Wilk[25].
- 1989 – 26–28 maja, XX Spadochronowe Mistrzostwa Śląska 1989 – Gliwice. Klasyfikacja w „Relativie”: I miejsce – Aeroklub Gliwicki: Mariusz Bieniek, Bogdan Bryzik, Piotr Knop, Marcin Wilk[26].
- 1989 – 21–28 sierpnia I Spadochronowe Mistrzostwa Polski w Akrobacji Zespołowej RW-4 Jelenia Góra 1989. Klasyfikacja zespołowa: I miejsce Aeroklub Gliwicki: Mariusz Bieniek, Bogdan Bryzik, Piotr Knop, Marcin Wilk[27][26].
- 1989 – Spadochronowe Mistrzostwa Świata w RW-4 – Barcelona. Wzięła udział drużyna Aeroklubu Gliwickiego w składzie: Mariusz Bieniek, Bogdan Bryzik, Piotr Knop, Marcin Wilk.
- 1990 – 22–30 września Spadochronowe Mistrzostwa Europy w RW-4 – Gap Francja. Klasyfikacja zespołowa: XVI miejsce – Aeroklub Polski: Mariusz Bieniek, Bogdan Bryzik, Piotr Knop, Marcin Wilk na 17 ekip.
- 1991 – Spadochronowe Mistrzostwa Wojska Polskiego w RW-4 – Kraków. Klasyfikacja zespołowa: I miejsce – Aeroklub Polski: Mariusz Bieniek, Krzysztof Filus, Piotr Knop, Marcin Wilk.
- 1991 – 1–12 sierpnia IX Mistrzostwa Świata w RW – Lučenec (Czechosłowacja). Klasyfikacja zespołowa: XXIII miejsce – Aeroklub Polski: Mariusz Bieniek, Marcin Wilk, Piotr Knop i Krzysztof Filus na 27 ekip[28].
- 1993 – 25–28 września II Spadochronowe Mistrzostwa Polski w Akrobacji Zespołowej RW-4 Nowy Targ 1993. Klasyfikacja zespołowa: I miejsce i tytuł Mistrzów Polski – Aeroklub Polski: Mariusz Bieniek, Konstanty Kostrzewa, Krzysztof Filus, Marcin Wilk, Mirosław Wyszomirski (kamera)[27] Trenerami byli Jan Isielenis i Ryszard Ptaszek[29].
- 1994 – 29 czerwca–3 lipca III Spadochronowe Mistrzostwa Polski w Akrobacji Zespołowej RW-4 Kraków 1994. Klasyfikacja drużynowa: I miejsce i tytuł Mistrza Polski: Aeroklub Polski: Mariusz Bieniek, Konstanty Kostrzewa, Krzysztof Filus, Marcin Wilk, Mirosław Wyszomirski (kamera)[27].
- 1995 – 25–27 sierpnia IV Spadochronowe Mistrzostwa Polski w Akrobacji Zespołowej RW-4 Zielona Góra 1995. Klasyfikacja zespołowa: I miejsce i tytuł Mistrza Polski – Aeroklub Polski: Mariusz Bieniek, Konstanty Kostrzewa, Krzysztof Filus, Marcin Wilk, Mirosław Wyszomirski (kamera)[27].
- 1996 – 22–25 września V Spadochronowe Mistrzostwa Polski w Akrobacji Zespołowej RW-4 Nowy Targ 1996. Klasyfikacja zespołowa: II miejsce – Aeroklub Polski: Mariusz Bieniek, Artur Kuchta, Krzysztof Filus, Marcin Wilk, Mirosław Wyszomirski (kamera)[27].
- 1997 – 27–28 września VI Międzynarodowe Spadochronowe Mistrzostwa Polski w Akrobacji Zespołowej RW-4 Gliwice 1997. Klasyfikacja zespołowa: I miejsce i tytuł Mistrza Polski – Aeroklub Polski: Mariusz Bieniek, Krzysztof Filus, Marcin Wilk, Artur Kuchta, Mirosław Wyszomirski (kamera)[27].
- 1998 – 20 sierpnia VI Open Chempionship Czech Republic 4-WAY Dive – Kunovice. Klasyfikacja zespołowa: III miejsce – Aeroklub Polski: Bartłomiej Repka, Krzysztof Filus, Artur Kuchta, Marcin Wilk, Wiesław Walasiewicz (kamera) na 12 ekip.
- 1998 – 18–29 września VII Międzynarodowe Spadochronowe Mistrzostwa Polski w Akrobacji Zespołowej RW-4 Gliwice 1998. Klasyfikacja zespołowa: I miejsce i tytuł Mistrza Polski – Aeroklub Polski: Krzysztof Filus, Artur Kuchta, Bartłomiej Repka, Marcin Wilk, Wiesław Walasiewicz (kamera).
- 2000 – 1–3 września VIII Spadochronowe Mistrzostwa Polski w Akrobacji Zespołowej RW-4 Gliwice 2000. Klasyfikacja zespołowa: IV miejsce – Aeroklub Polski: Marcin Wilk, Bartłomiej Repka, Ziemowit Nowak, Aleksandra Knapik, Konrad Masełkowski (kamera).
- 2002 – X Spadochronowe Mistrzostwa Polski w Akrobacji Zespołowej RW-4 Ostrów Wielkopolski 2002. Klasyfikacja drużynowa: IV miejsce – Aeroklub Gliwicki: Marcin Wilk, Aleksandra Knapik, Krzysztof Szawerna, Ziemowit Nowak, Damian Ragus (kamera).
- 2003 – Udział czterech skoczków Aeroklubu Gliwickiego w ustanowieniu rekordu Polski w RW-30 – Piotrków Trybunalski: Marcin Wilk, Mariusz Bieniek, Piotr Knop, Krzysztof Stawinoga[30].
- 2005 – XIII Spadochronowe Mistrzostwa Polski w Akrobacji Zespołowej RW-4 Ostrów Wielkopolski 2005. Klasyfikacja zespołowa: VII miejsce – Aeroklub Gliwicki: Zbigniew Izbicki, Tomasz Kurczyna, Ziemowit Nowak, Marcin Wilk, Szymon Szpitalny (kamera).
- 2007 – 26–27 maja Spadochronowe Mistrzostwa Śląska 2007 – Gliwice. Klasyfikacja indywidualna (celność lądowania – spadochrony szybkie): I miejsce – Marcin Wilk.
- 2009 – 30–31 maja Spadochronowe Mistrzostwa Śląska 2009 – Gliwice. Klasyfikacja indywidualna (celność lądowania – spadochrony szybkie): I miejsce – Marcin Wilk[31].
- 2017 – 30 września II Zawody Speed–Star – Zawody spadochronowe Antek – Gliwicka Gwiazda 2017 – Gliwice. Klasyfikacja zespołowa: III miejsce – „Silesia Dream Team” – Gliwice: Maciej Król, Tomasz Wojciechowski, Marcin Wilk, Robert Sitarz, Krzysztof Wilk i Dariusz Malinowski (kamera).

## Galeria

Marcin Wilk „Wilku”
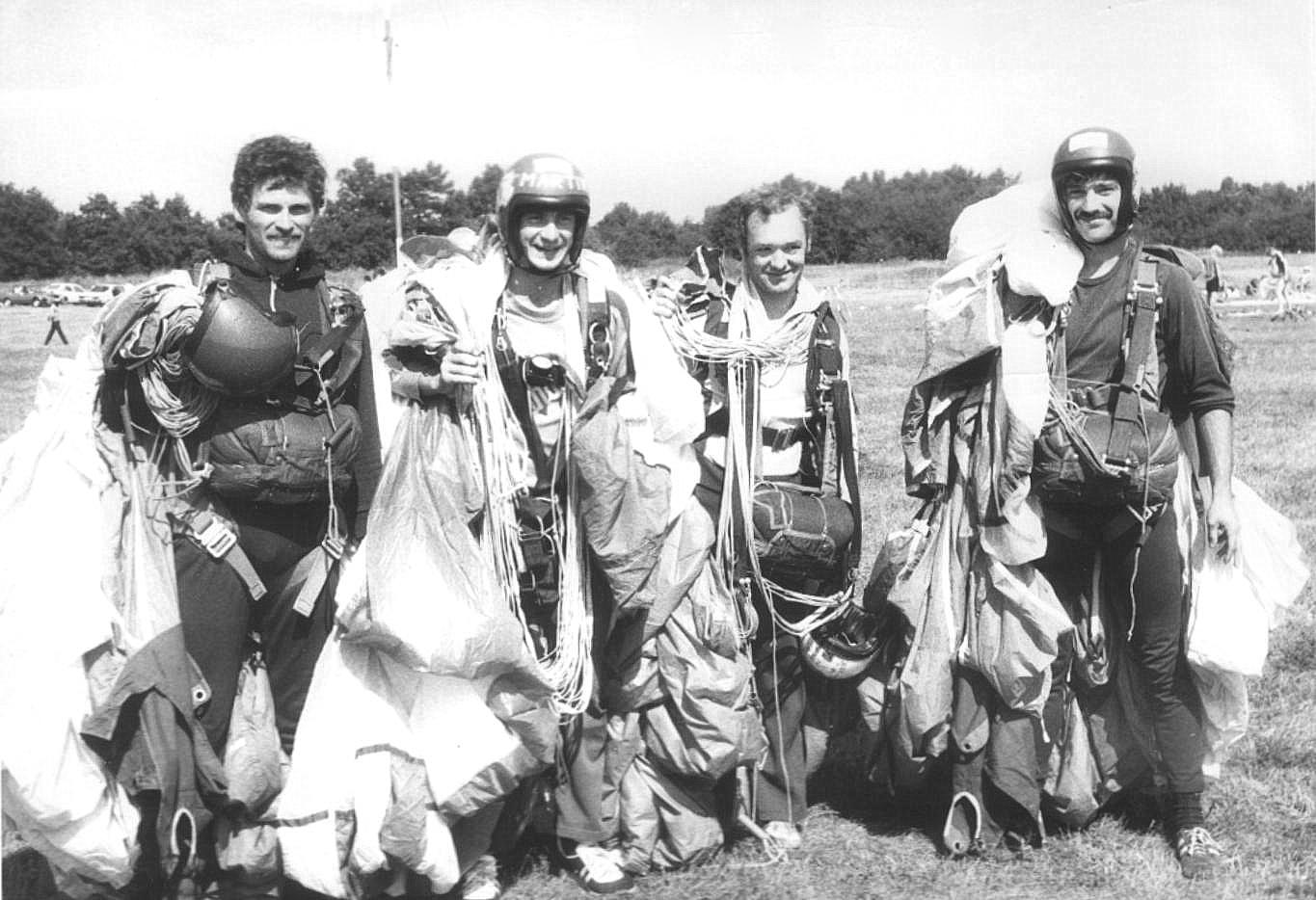
Marcin Wilk - 2. z lewej. Szlezwik-Holsztyn, Mistrzostwa Spadochronowe w celności lądowania (lipiec 1983)
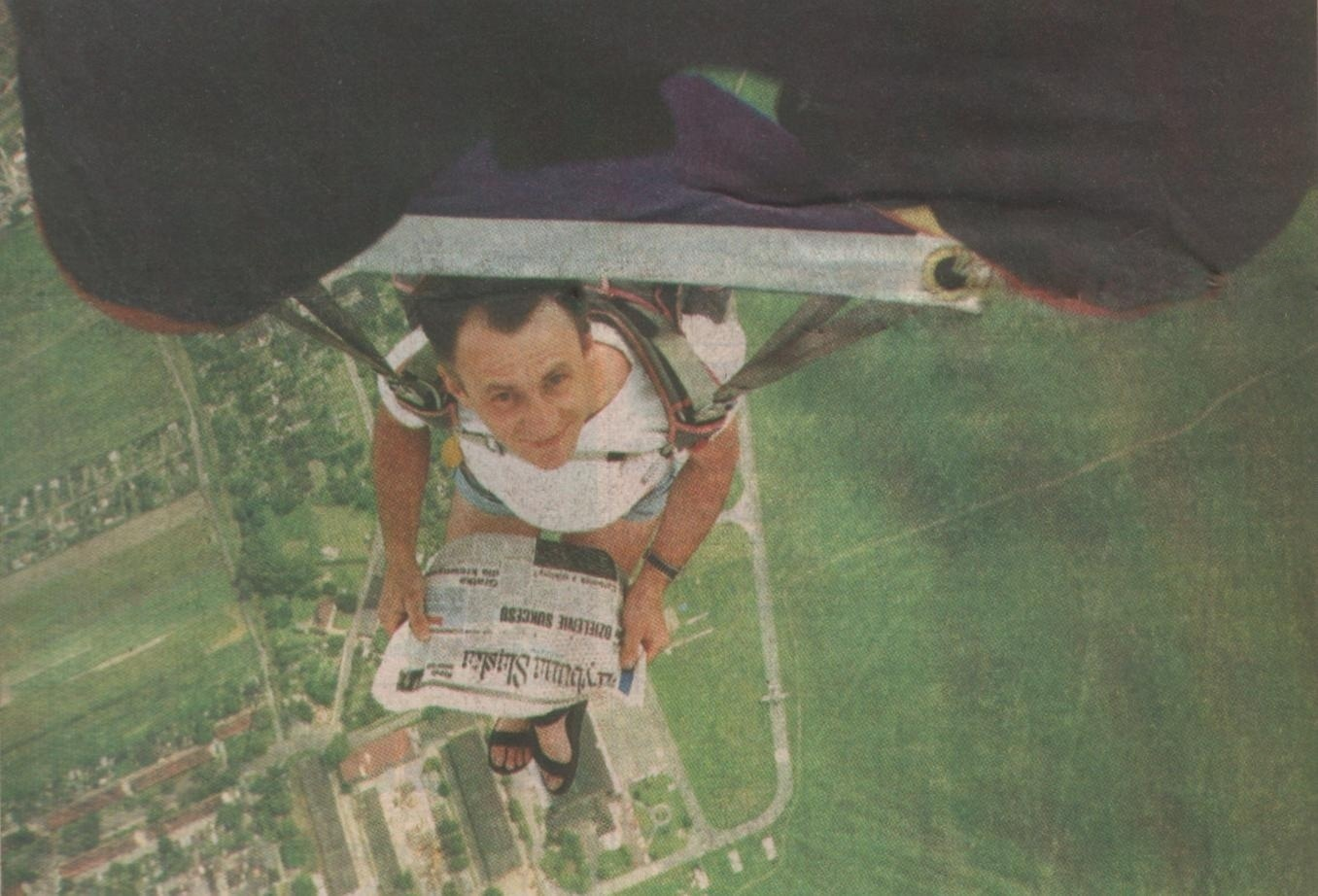
Marcin Wilk czyta gazetę nad gliwickim lotniskiem (1996)
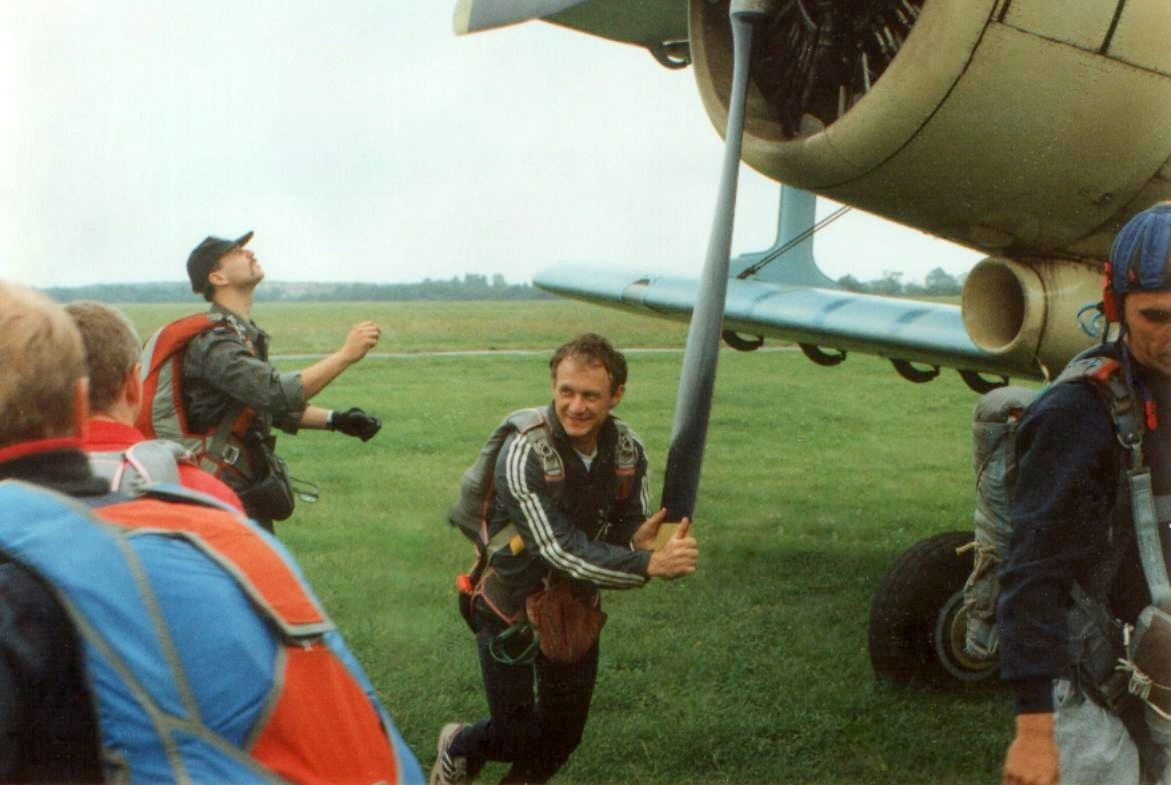
Kręci śmigłem Marcin Wilk (1996)